# Agnies Pauw van Wieldrecht
Jkvr. Agnies Pauw van Wieldrecht, vrouwe van Darthuizen ('s-Gravenhage, 1 september 1927 – Doetinchem, 7 mei 2013) was een Nederlands publiciste.

## Biografie
Pauw werd geboren als lid van de familie Pauw en als vierde en jongste dochter van mr. Reinier ridder Pauw van Wieldrecht, heer van Wieldrecht en Darthuizen (1893-1939), die onder andere kamerheer van koningin Wilhelmina was (1937-39), en Catharina van den Wall Bake (1897-1928), lid van de familie Bake. Haar ouders overleden voor haar grootmoeder Maria Pauw van Wieldrecht-Repelaer, vrouwe van Broekhuizen (1863-1939). Haar oudste zus Jeanne werd doodgeschoten in de Tweede Wereldoorlog. In haar publicaties schreef ze regelmatig over haar grootmoeder en het leven op Broekhuizen.
Pauw trouwde in 1951 met jhr. mr. Johan Anthony Beelaerts van Blokland (1924-2007), diplomaat en laatstelijk ambassadeur bij het Vaticaan en zoon van jhr. mr. Willem Adriaan Beelaerts van Blokland (1883-1935) en lid van de familie Beelaerts. Zij bewoonden huis De Kemnade in Wijnbergen. Ze kregen een dochter en twee zonen.
Ze debuteerde in 1985 met haar boekje Het dialect van de adel, waarin ze aangaf welk taalgebruik gebezigd wordt door de adel en de daaraan gelieerde kringen. Ze ging in op het zogenaamde Hagois en welke woorden absoluut juist niet gebezigd 'mochten' worden in haar kringen. In intermezzo's tussen de woordenlijsten gaf ze wat herinneringen weer die dit als het ware het eerste deel van haar 'mémoires' maken. In 1992 vertelde ze meer over haar jeugdherinneringen en haar grootmoeder in: Grootmama mogen wij kluiven?. Zij beschreef daarin een aantal voorouders en ook het leven op het buiten Broekhuizen. In 1993 verscheen Vin-je dat we een hoed op moeten? Hierin beschreef ze allerlei gewoontes die inmiddels verleden tijd waren geworden, zoals het pousseren van kaartjes en bepaalde tafelmanieren. In 1994 verscheen haar laatste publicatie: Borduursels buiten het stramien. In 2003 werd een bundeling gemaakt van haar eerste drie uitgaven die een aantal herdrukken beleefden.

## Wetenswaardigheden
Agnies Pauw was de jongere zus van de Nederlandse verzetsstrijdster Jeanne Pauw van Wieldrecht.